# Cymbelín

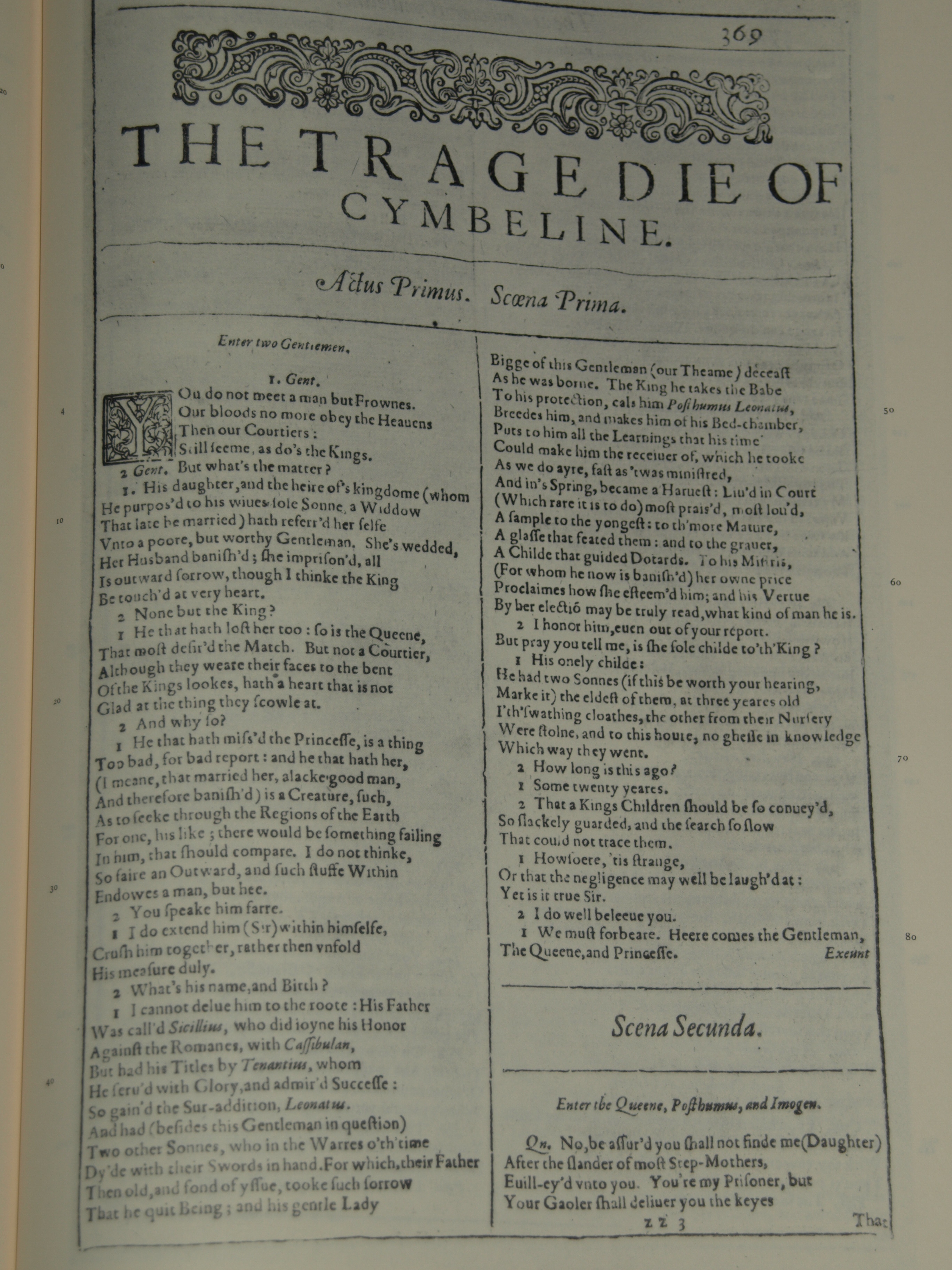
Faksimile první strany Cymbelína z roku 1623.

Cymbelín (anglicky Cymbeline) je hra anglického dramatika Williama Shakespearea, zřejmě napsána kolem roku 1609. Děj je založený na legendě o keltském králi Británie Conubelinovi.
Stejně jako Othello a Zimní pohádka se tato hra zabývá tématem žárlivosti a nevinnosti. Není jisté, kdy byla napsána, ale jistě byla uváděna v roce 1611.

## Postavy
CYMBELÍN, britský král
KRÁLOVNA, jeho žena, nemá ráda Imogenu
KLOTEN, syn královny s předchozím manželem
IMOGENA/INNOGENA, dcera Cymbelína a předchozí královny
POSTHUMUS LEONATUS, manžel Imogeny
BELARIUS, vypovězený lord, nyní se vydává za Morgana
GUIDERIUS a ARVIRAGUS, synové Cymbelína, domnělí synové Morgana
FILARIO, přítel Posthuma
IACHIMO / JACHIMO / GIACOMO, Filariův přítel
PISANIO, sluha Posthuma
CORNELIUS, lékař

## Děj
Z rozmluvy šlechticů se dozvídáme, že Cymbelínova dcera Imogena si měla vzít syna macechy – Klotena, dala mu košem a vzala si Posthuma – syna bývalého krále padlého v boji, jehož Cymbelín si ho vzal do výchovy. Zjišťujeme také, že Cymbelínovi byli před dvaceti lety (Belariem) uneseni dva synové – jeden tříletý, druhý v plenkách – od té doby je nikdo neviděl.
Imogena se loučí s Posthumem, který je Cymbelínem poslán do vyhnanství, královna se k nim chová „láskyplně“ – přetvařuje se. Posthumus dává Imogeně náramek, ona jemu prsten. Přichází Pisanio, sluha Posthuma, Posthumus jej posílá, aby sloužil Imogeně.
Královna si od lékaře Kornelia kupuje jedy, ten tuší, že by to špatně skončilo – dává jí uspávací prostředek po kterém člověk vypadá jako mrtvý. Přichází Pisanio, královně vypadne jed, ten ho zvedá, královna říká, že je to lék na všechny nemoci, ať si ho nechá.

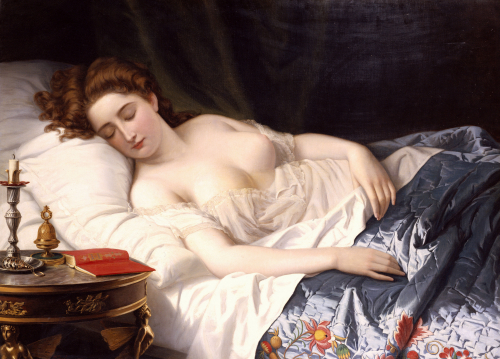
Imogena v ložnici, kde si Iachimo všimne jejího znaménka. Ilustrace Wilhelma Ferdinanda Souchona, 1872.

V Itálii Posthumus stále mluví o Imogeně a její ctnosti a věrnosti. Jachimo se s ním vsadí o prsten a o polovinu svého majetku, že mu ji svede. Přijíždí do Británie, pomlouvá Posthuma, ale Imogena mu nevěří – přizná se že lhal, a prosí ji, aby mohl uložit poklady u ní v truhle. Imogena souhlasí. Jachimo se schová do truhly, v noci vyleze – je v ložnici, prohlídne si podrobnosti, sundá Imogeně náramek a uvidí její znaménko na prsu.
Vylíčí Posthumovi, že s ní spal – ten mu uvěří a posílá dopis Pisaniovi, aby Imogenu v Milfordu zabil – je to děvka. Zároveň posílá i dopis Imogeně, že ji čeká v Milfordu. Pisanio Imogeně ukáže dopis, že ji má zabít, Imogena je na dně. Pisanio má plán – Imogena se převleče za muže a přidá se k Italům – bude Posthumovi nablízku, zároveň jí dává lék od královny.
Kloten se dozvídá o Imogenině útěku, Pisanio mu ukazuje dopis (schůzka v Milfordu), Kloten si na Pisaniovi vyžádá Posthumovy šaty.
Imogena se v mužském přestrojení dostává k jeskyni, kde bydlí Belarius a „jeho“ synové Giderius - Polydor a Arviragus – Kadwal. Všichni si mladíka Imogenu/Fidelia oblíbí. Vyrazí na lov, Imogena zůstává doma, je jí zle, použije královnin lék.

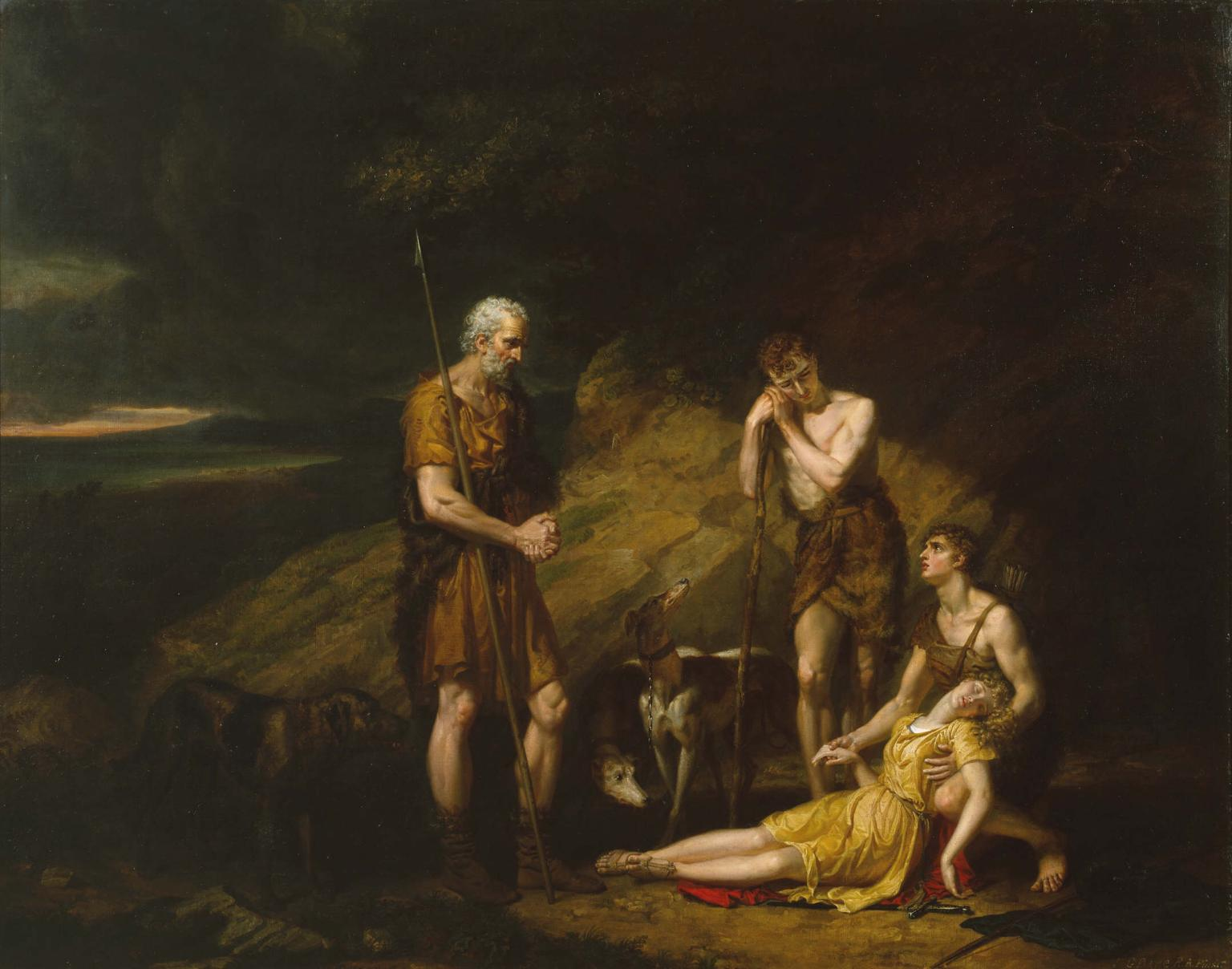
Imogena objevená v Belariově jeskyni; George Dawe.

Na lovu se muži setkávají s Klotenem. Belarius ho poznává, Giderius se s ním pohádá a usekne mu hlavu, kterou hodí do řeky. V jeskyni najdou mrtvou Imogenu, chtějí těla pohřbít. Imogena se probouzí vedle bezhlavé mrtvoly – poznává šaty Posthuma – pláče pro něj, usíná na mrtvole. Nachází ji Gajus Lucius (je na cestě od Cymbelína, který odmítá nadále platit poplatky Caesarovi – vyhlásili si válku).
Posthumus se v oblečení prostého člověka dává na stranu Británie – lituje smrti Imogeny, kterou zavinil. Také Belarius a jeho dva synové jsou na straně Británie – měli strach nadále pobývat v jeskyni po zabití Klotena, a Belariovy syny jejich královská krev táhla do boje.
Posthumus se nechá na konci války zajmout jako Říman, po probuzení nachází na prsou dopis, ve kterém se píše o lvu, větru, ratolestech. Británie zvítězila, král se dozvídá o smrti královny – zešílela ze ztráty syna, přiznala se ke své nenávisti králi, k Imogeně, k jedu a i k tomu, že krále chtěla později otrávit.
Lucius, Imogena, Jachimo a Posthumus jsou předvoláni před krále a mají být na rozkaz krále zabiti. Imogena chce vědět po Jachimovi, kde vzal prsten – Jachimo se přiznává ke svým činům, kterých lituje. Posthumus je zdrcen, ale Imogena mu odpouští. Giderius se přiznává k vraždě Klotena – král, i když byl rozhodnut je odměnit, ho chce potrestat – Belario vysvětluje jejich královský původ – pomocí znaménka Gideriuse na krku a kabátku Arviraguse, který může králi ukázat. Nádherné shledání tří sourozenců – Imogeny, Gideriuse a Arviraguse. Král už nemá námitky proti Imogeně a Posthumovi.